# Joachim Schack
Joachim Schack (1628 på Hütten, Mecklenburg-Schwerin – 21. august 1700 på Skanderborg Slot) var en dansk officer og amtmand.

## Karriere
Han var søn af amtmand Otto Schack til Hütten og Klein Nienhagen (ca. 1590-1631) og Dorothea von der Lühe (død 1674). Han var stadsmajor i Hamborg, da han ved det nationale fodfolks reorganisation 1666 og uden tvivl ved sin farbroder, feltherren Hans Schacks indflydelse blev kaldt til Danmark og ansat som oberst for det sydjyske regiment. 1675 ombyttede han dette med Dronningens Livregiment, som han beholdt til 1677, da det blev bestemt, at generalerne ikke måtte have regiment. Schack var nemlig 1674 forfremmet til generalmajor, og i denne egenskab tog han del i Den Skånske Fejde. Ved Wismars belejring 1675 ledede han angrebet mod Lybekker-Porten; 1676-77 var han med i Skåne, førte i slaget ved Lund hærens centrum og var dernæst en tid kommandant i Landskrone; 1678 deltog han under Ulrik Frederik Gyldenløve i Båhuses belejring, og overalt gjorde han god fyldest. Efter freden var Schack kommandant i København og inspektør over infanteriet, hvortil han allerede var udnævnt 1676; men 1681 trådte han ud af hæren og blev samme år 13. juni Ridder af Dannebrog. 1695 blev han kammerherre.
Fra nytår 1682 blev han derhos ansat som amtmand over Skanderborg og Åkær Amter, i hvilket embede han døde 21. august 1700, 72 år gammel. En kort tid havde han dog igen haft en art militær stilling, nemlig da han under mobiliseringen 1689 fik overbefalingen over det i Jylland opbudte landeværn.

## Godsejer
Schack var 1668 blevet naturaliseret som dansk adelsmand og havde her i landet erhvervet betydelige godser, der gik i arv til hans sønner (af 2. ægteskab): 1668 Sneumgård i Jylland, 1677 Bramsløkke og 1681 Kærstrup, begge på Lolland. Desuden Bramming og Mollerup. 1698 erhvervede han, som det lader til på en ikke rigtig fin måde, den Ribe Latinskole tilhørende Dårum Kongetiende; muligen har han her handlet under påvirkning af sin 3. hustru, hos hvem gode og dårlige egenskaber synes at have været forenede i en ret mærkelig blanding.

## Ægteskaber
Schack blev gift 1. gang marts 1657 i Hamborg med sit næstsøskendebarn Anna Dorothea Schack (1640-1669), datter af oberst Hartwig Asche Schack (1606-1645) og Dorothea Hedvig Sehested (død 1683) og søster til Hartvig Asche Schack.
Gift 2. gang 1671 (bevilling 21. april) med Dorothea Sophie Seefeld (1650-1682), datter af Peder Seefeld til Dalsgård (død 1674) og Margrethe Rosenkrantz (død tidligst 1681).
Gift 3. gang 1696 med Elisabeth Rosenkrantz (2. december 1654 på Krenkerup - 27. november 1721 på Møllerup (gift 1. gang 1682 med Knud Gyldenstierne til Møllerup, 1652-1682), datter af stiftamtmand, gehejmeråd Erik Rosenkrantz (1612-1681) og Mette Rosenkrantz (1632-1665).